# Хансен, Фред
Фредерик Морган «Фред» Хансен (англ. Frederick Morgan "Fred" Hansen; род. 29 декабря 1940 года, Куэро, Техас) — американский прыгун с шестом, Олимпийский чемпион 1964 года. Обладатель мирового рекорда в течение двух лет, установив рекорд 13 июня 1964 года на высоте 5,23 м и вскоре улучшив его до 5,28 м — 25 июля 1964 года.

## Олимпийские игры 1964 года
До Олимпийских игр 1964 года, команда США неизменно становилась победителем в соревнованиях по прыжкам с шестом. В финале игр в Токио, единственным американцем стал Хансен, который к тому времени также владел мировым рекордом. Его соперниками были два обладателя прежних мировых достижений по прыжкам с шестом и десятиборец Ян Чуаньгуан. В первой попытке, Хансен взял высоту 5,00 метров, то же самое сделали ещё 3 немецких легкоатлета. Затем он взял следующую высоту и только Вольфганг Рейнхарт смог повторить его результат. На отметке 5,10 метров, Хансен провалил две попытки, но в последней взял высоту — 5,10 метров, чего не смог сделать немецкий легкоатлет. Хансен продолжил победную серию США в данной дисциплине, которая продлилась до Олимпийских игр 1972 года, когда чемпион игр 1968 года Боб Сигрен перед соревнованиями был вынужден подчиниться новым правилам ИААФ и поменять шест, в итоге показав второй результат.

## Другие достижения
Помимо прыжка с шестом, Хансен соревновался в прыжке в длину. Он также был заядлым игроком в гольф, став участником Чемпионата США по гольфу в 1980 году среди любителей. После завершения спортивной карьеры поступил в Университет Бейлор, а с 2007 года практиковал стоматологию в Хьюстоне. Был введен в Зал славы спорта Техаса в 1967 году, в Национальный зал славы лёгкой атлетики в 2004 году. В 2016 году включён в Texas Track and Field Coaches Hall of Fame.